# Замок Ардфиннан
Замок Ардфиннан (англ. Ardfinnan Castle) — средневековый замок в Ирландии. Основан около 1186 года для контроля над рекой возле поселения Ардфиннан в Южном Типперэри. Расположен на реке Шур, в 11 км к западу от Клонмела. В настоящее время замок является частным владением.
Замок расположен на высоком каменистом склоне над долиной Шура с видом на горы Кнокмилдаун к югу, и горы Гэлти к северо-западу.
Замок построен в 1186 году графом Мортоном для принца Джона Английского (с 1199 года — короля Англии Иоанна Безземельного).